# 𐞞
Cette page contient des caractères spéciaux ou non latins. S’ils s’affichent mal (▯, ?, etc.), consultez la page d’aide Unicode.
𐞞, appelée lej en exposant, lej supérieur ou lettre modificative lej, est un symbole phonétique de certaines variantes de l’alphabet phonétique international. Il est formé de la lettre lej ‹ ɮ › mise en exposant.

## Utilisation
Dans certaines transcriptions de l’alphabet phonétique international (API), ‹ 𐞞 › peut être utilisé pour indiquer l’articulation fricative latérale alvéolaire.
Wolfgang Kehrein l’utilise par exemple pour transcrire une consonne affriquée latérale alvéolaire voisée (fortement affriquée) [d𐞞].

## Représentations informatiques
La lettre modificative lej peut être représenté avec les caractères Unicode suivants (Latin étendu – F) :
| formes       | représentations | chaînes de caractères | points de code | descriptions                      | note                            |
| ------------ | --------------- | --------------------- | -------------- | --------------------------------- | ------------------------------- |
| modificative | 𐞞               | 𐞞                     | U+1079E        | lettre modificative minuscule lej | codé pour le symbole phonétique |